# Porcellio pelseneeri
Porcellio pelseneeri is een pissebed uit de familie Porcellionidae. De wetenschappelijke naam van de soort is voor het eerst geldig gepubliceerd in 1936 door Arcangeli.